# Анунаки
Анунаки (Аннуни, Ананаки и друге варијације) су били група божанстава у древној Месопотамији (нпр. у вавилонској, сумерској, асирској и акадској култури). Име се често писало на различите начине, а у значењу нечега попут "они који су с неба сишли на земљу".
Аннунаки се појављују у вавилонском миту о стварању Енума Елиш. Према овом миту, након стварања човечанства, Мардук је поделио групу на два дела, од којих сваки садржи по 300 људи, где је једна група добила своје место на небу (Игиги). док други (Аннунаки) на земљи у свету. Аннунаки су били деца Ану и Анту.